# La Femme aux phlox
La Femme aux phlox est un tableau réalisé par le peintre français Albert Gleizes en 1910. Cette huile sur toile est le portrait cubiste d'une femme entourée de phlox. Exposée au Salon des indépendants de 1911, au Salon de la Section d'Or l'année suivante puis à l'Armory Show en 1913, elle est aujourd'hui conservée au musée des Beaux-Arts de Houston, à Houston.

## Expositions
- Salon des indépendants de 1911, Paris, 1911.
- Salon de la Section d'Or, Paris, 1912.
- Armory Show, États-Unis, 1913.